# Північно-Долинське нафтогазоконденсатне родовище
Північно-Долинське нафтогазоконденсатне родовище — належить до Бориславсько-Покутського нафтогазоносного району Передкарпатської нафтогазоносної області Західного нафтогазоносного регіону України.

## Опис
Розташоване у Долинському районі Івано-Франківської області на відстані 6 км від м. Долина.
Знаходиться в першому ярусі складок центр. частини Бориславсько-Покутської зони. Північно-Долинська складка виділена в 1946-47 рр. Це вузька лінійно витягнута антикліналь північно-західного простягання довжиною 14, шириною 2-2,5 м і висотою понад 600 м. Поперечними порушеннями амплітудою 30-100 м складка розділена на 8 ділянок, умовно об'єднаних у 2 блоки: Болехівський та Долинський. Промислова нафтогазоносність менілітових відкладів встановлена в 1954 р., еоценових — у 1960 р. (у 1961 р. відкрито газову шапку), менілітових відкладів опущеної по поздовжньому порушенню частини півн.-сх. крила (Якубівська структура) — у 1976 р.
Поклади пластові, склепінчасті, тектонічно екрановані. Глибина залягання Покладів 2100:3150 м. Режим Покладів пружний та розчиненого газу і газової шапки та розчиненого газу.
Експлуатується з 1963 р. Запаси початкові видобувні категорій А+В+С1: нафти — 6756 тис. т; розчиненого газу — 4749 млн. м³; газової шапки — 2818 млн. м³; конденсату — 302 тис. т. Густина дегазованої нафти 830—842 кг/м³. Вміст сірки у нафті до 0,16-0,17 мас.%, парафіну — 4-12.5 %, смол — 10-19 %; газ метановий.